# Honey Tongue
Honey Tongue är en singel-CD gjord av Hardcore Superstar.

## Spår
- 1. Honey Tongue (3.20)
- 2. You Know Where We All Belong (2.51)
- 3. Need No Invitation (3.44)